# Pico (góra)
Pico (port. Montanha do Pico) – stratowulkan w zachodniej części wyspy Pico na Azorach. Osiąga wysokość 2351 m n.p.m., co czyni go najwyższym szczytem w Portugalii oraz w całym Grzbiecie Śródatlantyckim. Pico jest ponad dwukrotnie wyższy od jakiegokolwiek innego szczytu na Azorach.
Pico Alto, okrągły krater o średnicy wynoszącej w przybliżeniu 500 metrów i głębokości 30 metrów, wraz z Piquinho (Pico Pequeno) małym stożkiem wulkanicznym wznoszącym się na 70 metrów wewnątrz krateru tworzy prawdziwy szczyt wulkanu. Historyczne erupcje zdarzały się raczej w kraterach pasożytniczych niż w kraterze głównym. W latach 1562–1564, erupcja na południowo-wschodniej ścianie wytworzyła potok lawowy który dosięgnął brzegu wyspy. Następna boczna erupcja w 1718 również wytworzyła potok sięgający wybrzeża. Ostatnia erupcja miała miejsce w grudniu 1720 roku.